# Хелуан
Хелуа́н, також Гелуа́н (копт. ϩⲁⲗⲟⲩⲁⲛ, трансліт. Halouan) або Хельва́н (араб. حلوان, трансліт. Ḥelwān, МФА: [ħelˈwæːn]), — місто в Єгипті на березі Нілу, південне передмістя Каїра. Розташовано неподалік від стародавніх руїн Мемфіса.

## Леся Українка в Хельвані
Леся Українка у 1909—1913 роках тричі перебувала на лікуванні у Хельвані (дати за н.ст.):
- з 29 листопада 1909 по 13 травня 1910
- з 6 лютого по 25 квітня 1911
- з 17 листопада 1912 по 1 травня 1913

У Єгипті вона написала (чи закінчила) твори:
1910
- 1 (14) січня, «Ліричні пісні Давнього Єгипту», переспів з прозового німецького перекладу проф. Відемана[en]
- квітень, цикл «Весна в Єгипті» (поезії Хамсін, Дихання пустині, Афра, Сон, Вітряна ніч, Вість з півночі, Таємний дар)
- травень, драматична поема «Бояриня»

1913
- «Орфеєве чудо»
- «Казка про велета»
- «Оргія»

## Курорт
Місто має кліматично-бальнеологічний курорт. Клімат сухий (близько 40 мм опадів на рік), зі спекотним літом (середня температура липня 35,5 °C). Середня температура грудня — 16,6 °C, січня — 14,8 °C, лютого — 16,5 °C. Лікувальні засоби: сонячні, повітряні й піщані ванни; термальні (25-33 °C) сірководневі хлоридно-сульфатно-натрієві мінеральні джерела, воду яких використовують для ванн, пиття та інгаляцій. Лікування захворювань нирок і сечовивідних шляхів, органів руху й опори, шкіри, нервової системи, порушень обміну речовин.
| Клімат                                     | Клімат | Клімат | Клімат | Клімат | Клімат | Клімат | Клімат | Клімат | Клімат | Клімат | Клімат | Клімат | Клімат |
| Показник                                   | Січ.   | Лют.   | Бер.   | Квіт.  | Трав.  | Черв.  | Лип.   | Серп.  | Вер.   | Жовт.  | Лист.  | Груд.  | Рік    |
| Абсолютний максимум, °C                    | 30,4   | 33,2   | 37,2   | 42,4   | 46,6   | 46,7   | 44,1   | 43,8   | 44,0   | 40,2   | 35,9   | 29,8   | 46,7   |
| Середній максимум, °C                      | 18,5   | 20,4   | 23,4   | 28,5   | 32,2   | 34,3   | 35,0   | 34,6   | 32,6   | 29,3   | 24,5   | 19,5   | 27,7   |
| Середня температура, °C                    | 13,0   | 14,5   | 16,9   | 21,4   | 24,7   | 27,3   | 27,7   | 27,6   | 25,8   | 23,3   | 18,8   | 14,4   | 21,3   |
| Середній мінімум, °C                       | 7,9    | 8,9    | 10,9   | 14,3   | 17,3   | 20,0   | 20,9   | 21,1   | 19,8   | 17,6   | 13,7   | 9,8    | 15,2   |
| Абсолютний мінімум, °C                     | −3,4   | 2,2    | 1,2    | 6,6    | 10,6   | 14,8   | 15,0   | 11,2   | 14,4   | 10,8   | 3,7    | 2,8    | −3,4   |
| Середня кількість сонячних годин на місяць | 220,8  | 211,7  | 266,3  | 275,8  | 314,6  | 357,5  | 350,2  | 337,8  | 282,7  | 289,6  | 244,1  | 197,1  | 3348,2 |
| Норма опадів, мм                           | 5      | 3      | 2      | 1      | 0      | 0      | 0      | 0      | 0      | 0      | 2      | 5      | 18     |
| Днів з опадами                             | 1,0    | 0,3    | 0,3    | 0,2    | 0,0    | 0,0    | 0,0    | 0,0    | 0,0    | 0,0    | 0,2    | 0,5    | 2,5    |
| Вологість повітря, %                       | 62     | 57     | 54     | 43     | 41     | 45     | 52     | 56     | 56     | 55     | 58     | 61     | 53     |
| ------------------------------------------ | ------ | ------ | ------ | ------ | ------ | ------ | ------ | ------ | ------ | ------ | ------ | ------ | ------ |
| Джерело: NOAA                              |        |        |        |        |        |        |        |        |        |        |        |        |        |

## Економіка
Місто має завод добрив, виробляються залізничні вагони, цементний завод. Поряд із Хелуаном розташований Хелуанський металургійний комбінат.

## Наука
У місті діє Астрономічна обсерваторія. На північ від Хелуана розташований Хелуанський університет

## Транспорт
У місті розміщена кінцева станція першої лінії каїрського метрополітену та курсує трамвай.